# Infineon XC800
Der XC800 ist eine 8051-kompatible, flashbasierte 8-Bit-Mikrocontroller-Familie von Infineon, welche 2005 vorgestellt wurde.
Die XC800-Familie ist unterteilt in zwei Kategorien, der A-Family für den Automobil- und der I-Familie für den Industrie- und Multimarkt-Bereich.

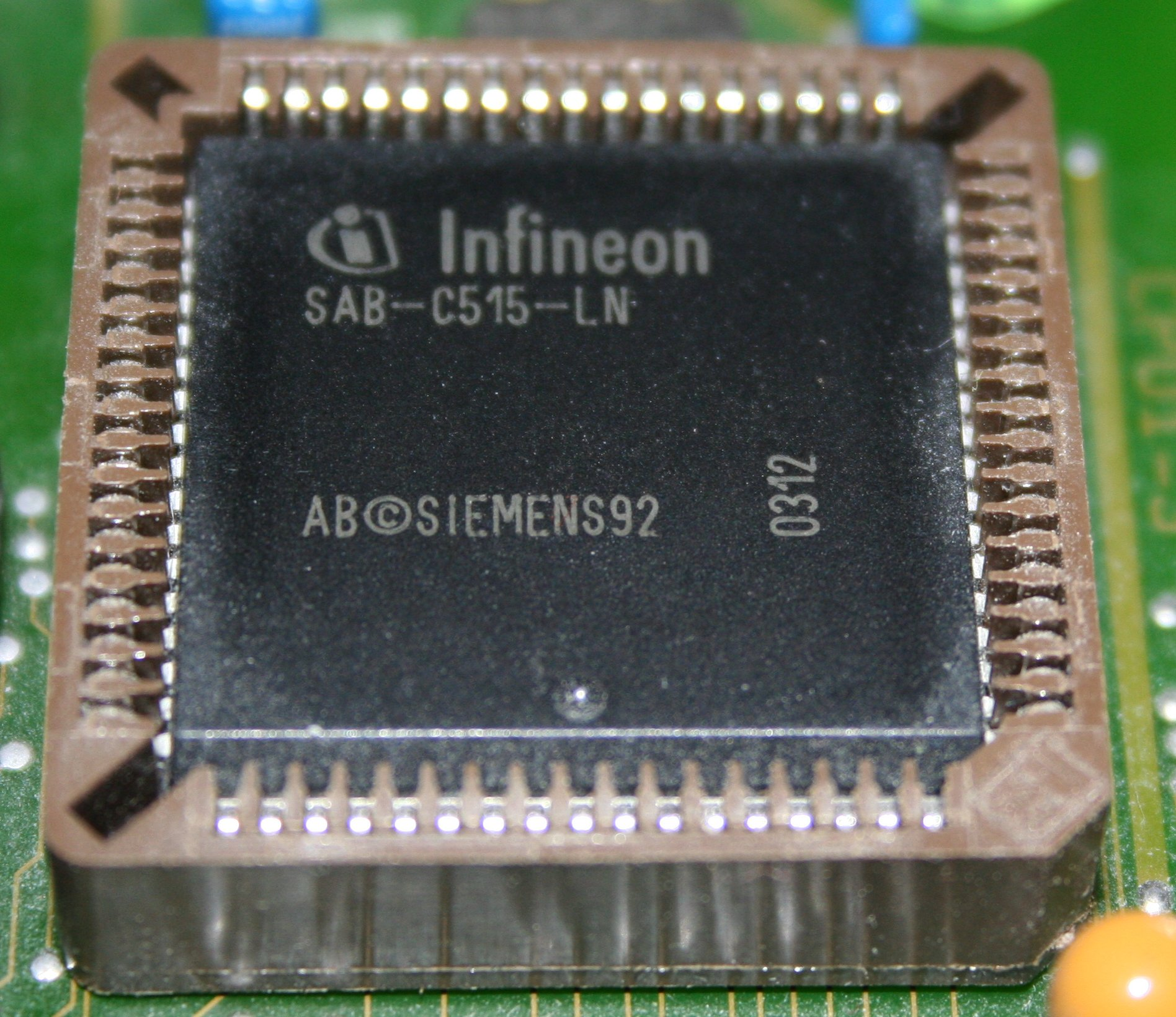
Der SAB-C515-LN von Infineon basiert auf dem 8051

## Architektur

### CPU-Core
Die Befehlsliste des XC800-Prozessorkerns besteht zu 45 % aus Ein-Byte-, 41 % aus Zwei-Byte- und 14 % aus Drei-Byte-Befehlen. Jeder Befehl durchläuft einen 1,2- oder 4-Maschinenzyklen zur Ausführung. Im Falle eines Zugriffs auf einen langsameren Speicher kann die Zugriffszeit mit Hilfe von Warteschleifen verlängert werden.
Neben dem Basic stop/start bietet der XC800-Kern eine Vielzahl von Debuggingfeatures, wie zum Beispiel single-step execution, breakpoint support, Schreib/Lese-Zugriff auf Datenspeicher, ein Programmspeicher und spezielle Funktionsregister. Ein 16-Bit-Koprozessor bietet zusätzliche Rechenleistung für die Verarbeitung von Multiplikations- und Divisionsoperationen an und ist für die Durchführung von CORDIC-Algorithmen und trigonometrische Operationen optimiert.

### Speicher
Die Mikrocontroller verfügen über einen freiprogrammierbaren nichtflüchtigen Flash-Speicher. Dieser wird mit einem integrierten 2,5 V-Spannungsregler (LDO) betrieben und benötigt daher keine zusätzliche Programmier- oder Löschspannung.

## Anwendungsbereiche
- Automobil
  - Body
    - Fensterheber
    - Low-end BCM/HVAC
    - Sensoren

- - Safety
    - Low-end Airbag
    - Lenkradwinkelsensoren
    - Fail safe

- Industrie
  - Brushless DC-Motoren (BLDC)
  - Induktionsmotoren
  - CAN-Netzwerke
  - Lüfter
  - Pumpen
  - Gebäudeautomatisierung
  - Aufzugssteuerungen
  - Baumaschinen

- Multimarkt
  - Waschmaschinen
  - Spülmaschinen
  - Klimaanlagen